# Michael Todd

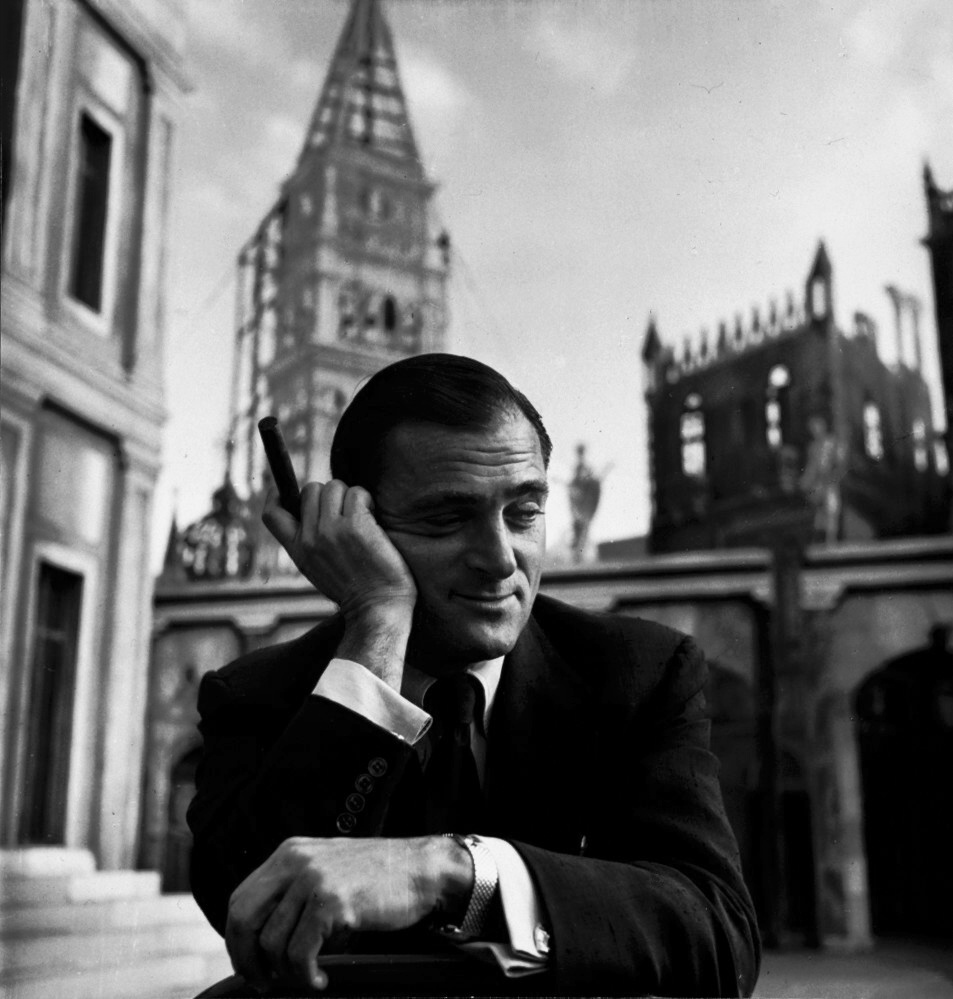
Mike Todd,
Fotografie von Toni Frissell, 1952

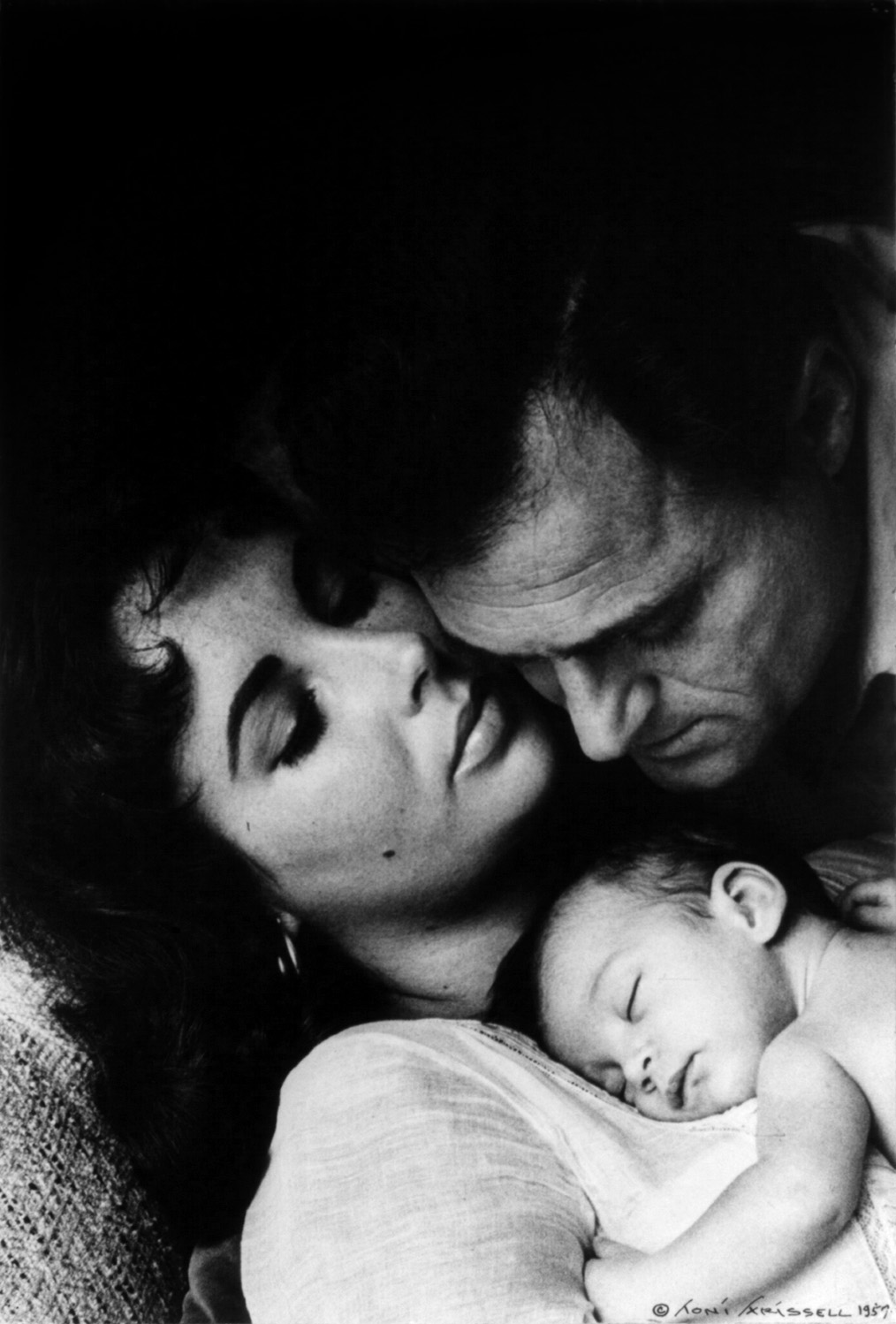
Michael Todd und Elizabeth Taylor mit ihrer Tochter Liza, fotografiert von Toni Frissell, 1957

Michael „Mike“ Todd (* 22. Juni 1909 in Minneapolis, als Avrom Hirsch Goldbogen; † 22. März 1958 in Grants) war ein US-amerikanischer Filmproduzent und ein Pionier in der Entwicklung von Kamerasystemen.

## Leben
Nach ihm ist das Todd-AO-System benannt, eine Weiterentwicklung des Cinerama-Filmsystems, die er zusammen mit der Filmtechnikfirma American Optical Company entwickelte.
Internationalen Erfolg hatte seine aufwändige Produktion In 80 Tagen um die Welt. Die Jules-Verne-Verfilmung mit David Niven, Cantinflas, Shirley MacLaine, Robert Newton sowie viele Gastauftritte bekannter Schauspieler brachten ihm 1957 den Oscar für den besten Film ein. Das Filmunternehmen United Artists war für den Filmvertrieb verantwortlich.
Michael Todd war mit den Schauspielerinnen Joan Blondell und Elizabeth Taylor verheiratet. 1958 kam er gemeinsam mit dem Drehbuchautor Art Cohn und zwei Piloten beim Absturz seines eigenen Flugzeuges „Lucky Liz“ wegen Überladung und Vereisung ums Leben.

## Filmografie
- 1952: Das ist Cinerama (This Is Cinerama, als ausführender Produzent)
- 1956: In 80 Tagen um die Welt (Around the World in Eighty Days)

## Auszeichnungen
- 1957: Oscar für den besten Film: In 80 Tagen um die Welt (Around the World in Eighty Days, 1956)